# Naissance en 1444
Naissance
- 1440
- 1441
- 1442
- 1443
- 1444
- 1445
- 1446
- 1447
- 1448

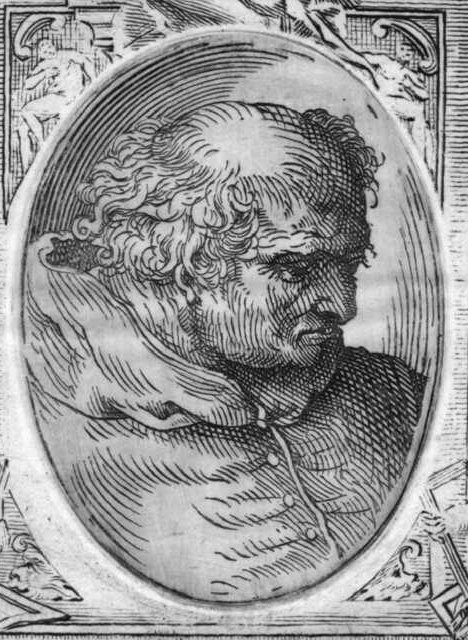
Donato di Pascuccio di Antonio dit Bramante, née en 1444.

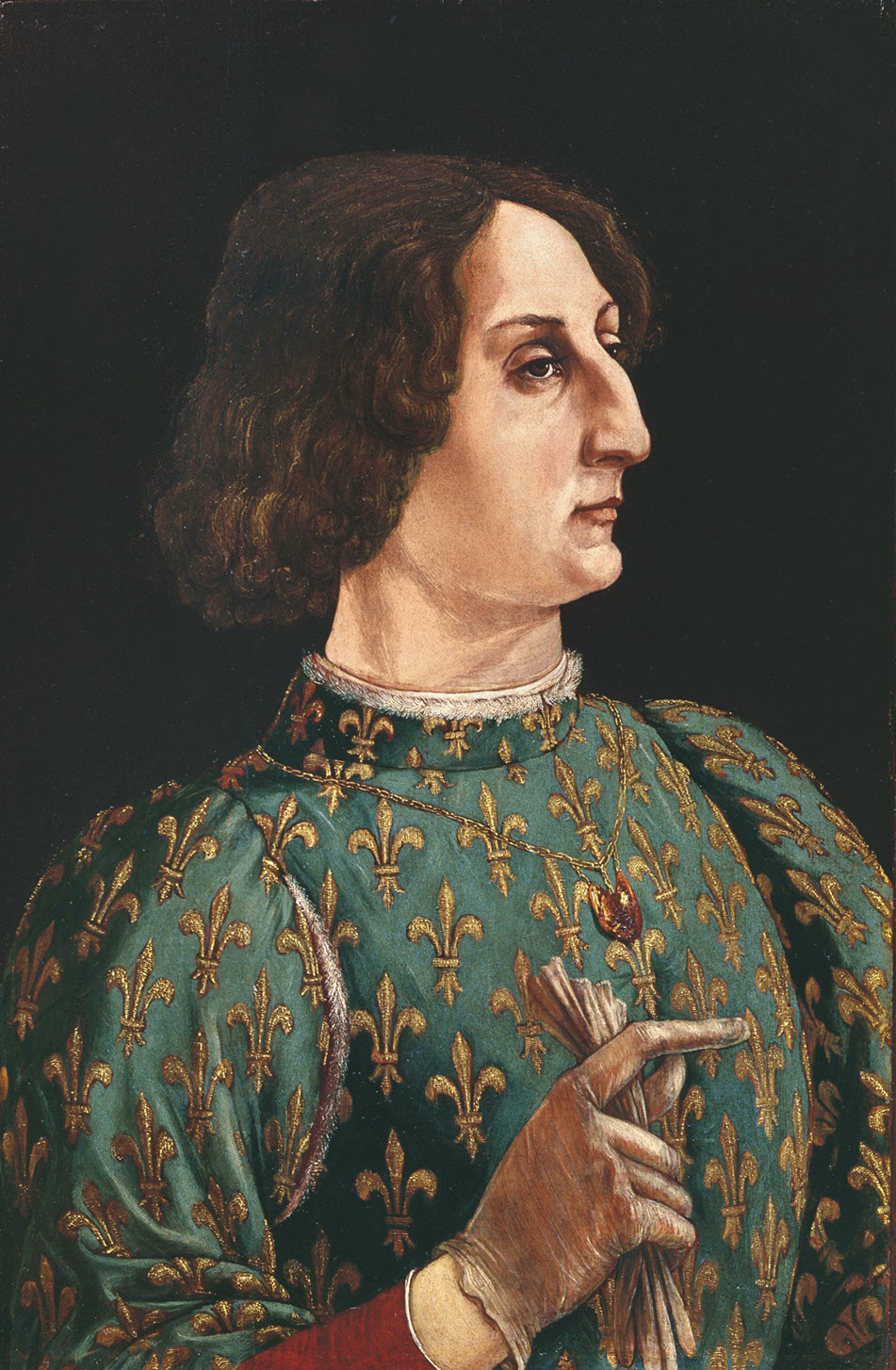
Galéas Marie Sforza, né en 1444.

Cette page dresse une liste de personnalités nées au cours de l'année 1444  :
- 7 janvier : Pandolfo Collenuccio, humaniste, historien et poète italien.
- 24 janvier: Galéas Marie Sforza, duc de Milan.
- 28 janvier : Francesco de' Pazzi, membre de la famille de Pazzi, une famille aristocratique de Florence impliquée dans la conjuration des Pazzi, un complot contre les Médicis.
- 17 février : Rudolph Agricola, humaniste néerlandais.
- 22 avril : Élisabeth d'York, duchesse de Suffolk.
- 29 mai : Otto III de Poméranie, duc de Poméranie-Szczecin.
- 28 juin : Charlotte de Lusignan, reine de Chypre.
- 9 août : Simon de Phares, astrologue, astronome et médecin français.
- octobre[1] : Marie de Valois, fille d'Agnès Sorel et de Charles VII, dame de Royan et de Mornac, comtesse de Taillebourg.
- 18 octobre : John de Mowbray, duc de Norfolk, chevalier de l'ordre de la Jarretière.

- Benedetto da Majano, ou Benedetto da Maiano, sculpteur et architecte florentin.
- Diego Hurtado de Mendoza, cardinal espagnol.
- Gaston de Foix, prince héritier de Navarre, il était titré Prince de Viane.
- Gaspar de Gama, marchand d'origine juive qui servit d'interprète et rendit de nombreux services aux Portugais après avoir été embarqué sur la flotte de Vasco de Gama.
- Giovanni di Stefano, sculpteur et peintre italien.
- Domenico Giacobazzi, cardinal italien.
- Barbara Manfredi, noble italienne.
- Konoe Masaie, noble de cour japonais (kugyō) de l'époque de Muromachi, il exerce la fonction de régent Kampaku de 1479 à 1483 pour l'empereur Go-Tsuchimikado.
- Ferdinando Ponzetti, cardinal italien.
- Giovanni Sadoleto, savant jurisconsulte italien.

- Date précise inconnue :
- Donato di Pascuccio di Antonio dit Bramante, architecte et peintre italien († 11 avril 1514).

- Vers 1444 :
- Thoman Burgkmair, peintre allemand († vers 1523).
- Francesco Gonzaga le Vieux, cardinal italien.

## Crédit d'auteurs
- Cet article est partiellement ou en totalité issu de l'article intitulé « 1444 » (voir la liste des auteurs).